# 春色のスープ
『春色のスープ』（はるいろのスープ）は、2008年公開の日本映画である。

## ストーリー
母との関係がギクシャクしている南会津に住む高校生の桃子。いつもコンビニ前に友人らと集まり深夜まで遊んでいる。桃子のもう一つの楽しみはラジオ番組。桃子はコンビニで全盲の亮太と出会う。
離婚から桃子になにかと干渉してくる母に反発して、桃子はいつか自立しようと喫茶店のバイトもしている。バイトの先輩三津子から、盲学校での詩の朗読のボランティアを頼まれる。廊下で桃子の朗読を聞いた亮太は、その詩のことをラジオ番組に投稿する。ラジオを聴いた桃子は、亮太に気づき親しくなっていく。また、詩の朗読に桃子はこれまで感じることがなかったやりがいを見つけていく。
母は長期出張などが頼まれるが桃子のことを考えて行こうともしない、そんな自分を犠牲にする母が桃子には苛立ちとなる。しかもバイトしていることも母にバレてしまう。母は娘との関係の修復の方法が見いだせず、母はアルコールに頼ることも多くなり、その頻度も増していく。
桃子はスキーがしたいという亮太を連れて友人らと裏磐梯へスキー旅行でかけるが、目を離している間に亮太が怪我をしてしまう。素行の良くない人たちと外泊の計画したことと亮太を怪我させたことで桃子は高校から一ヶ月の謹慎となる。自分の居場所を失った桃子は父と会うが、父にはすでに新しい家族もいることを感じ逃げ帰ってしまう。しかも、亮太からも目の見えない自分と桃子との間に壁を感じたと一方的にさよならを告げられてしまう。
亮太の脳に腫瘍が発見され緊急入院となったことを三津子から知らされる。腫瘍を取れば目がみえるようになる可能性もある一方、命に関わることだけに亮太は悩む。桃子は病室を訪れ、一方的にさよならを言われたことについて怒り、ラジオを通じて亮太の手術を大勢のリスナーとともに応援する。
母は三津子から桃子が盲学校で朗読をしていたことを知らされ、娘の成長に気づき抱きしめる。それがきっかけとなり母娘の関係が急速に改善される。亮太は手術を決意し手術は無事に終了するが、目が見えないのは相変わらずのままだった。ラジオ番組のDJは、ふたたび都会でチャレンジする気になりラジオ番組をやめてしまう。
母は海外へ長期出張にでかけるが、出張先の事故で亡くなってしまう。亮太は、自分が何をしたいのかを見つけるために海外へ1年間でかけてしまう。桃子は父に連れられ懐かしい故郷をあとにする。途中で、母が自分の名付けるきっかけとなったという南会津の姫山の桃の花をみつめるのであった。

## キャスト
- 阿部桃子：佐津川愛美
- 阿部由樹：鈴木砂羽
- 大久保亮太：栩原楽人
- 矢島三津子：美保純
- 松浦透：池内万作
- 藤崎和義：国広富之
- 岡島隆三：鶴見辰吾

## スタッフ
- 監督：瀬木直貴
- 脚本：松本稔
- 助監督：管公平
- プロデューサー：前田茂司、越後啓子
- 撮影：清水良雄
- 美術：酒井譲
- 音楽：長登隆宗
- 照明：武山弘道
- 録音：本田孜
- 編集：難波智佳子
- 制作：ソウルボートプロダクション
- 製作：第20回全国生涯学習フェスティバル実行委員会、楽映舎
- 配給：楽映舎

## 備考
福島県出身の詩人・長田弘の詩が重要な物語の核となって登場する。